# Euphorbia velleriflora
Euphorbia velleriflora är en törelväxtart som först beskrevs av Johann Friedrich Klotzsch och Christian August Friedrich Garcke, och fick sitt nu gällande namn av Pierre Edmond Boissier. Euphorbia velleriflora ingår i släktet törlar, och familjen törelväxter. Inga underarter finns listade i Catalogue of Life.